# Шолтоая
Шолтоая (рум. Șoltoaia) — село у Фалештському районі Молдови. Входить до складу комуни, адміністративним центром якої є село Чолаку-Ноу.

## Населення
За даними перепису населення 2004 року у селі проживали 263 особи.
Національний склад населення села:
| Національність | Кількість осіб | Відсоток |
| -------------- | -------------- | -------- |
| молдавани      | 223            | 84,8%    |
| українці       | 39             | 14,8%    |
| росіяни        | 1              | 0,4%     |
| Всього         | 263            | 100%     |